# Ab Hofstee
Ab Hofstee (Kampen, 11 oktober 1919 – Amersfoort, 14 november 1985) was een Nederlands acteur en zanger.

## Biografie
Ab Hofstee begon zijn carrière al op tienjarige leeftijd toen hij, vanwege zijn welsprekendheid, lid mocht worden van de Kamper Rederijkers. Ook bewees hij dat hij muzikaal zijn mannetje stond met het zingen van Weense liedjes.
Samen met Siny Mooten vormde Ab het Duo Salberti en kon daarmee in zijn levensonderhoud voorzien. Ook speelde hij mee in De Jantjes en Rooie Sien van het Volkstoneel van Beppie Nooij sr. Op televisie kreeg Ab landelijke bekendheid door zijn rol als Boer Voorthuizen in de KRO-serie Stadhuis op stelten. 
Hofstee speelde ook in diverse andere televisieseries. In Oebele speelde hij de rol van Paulus de Postbode en in Kunt u mij de weg naar Hamelen vertellen, mijnheer? vertolkte hij de rol van Hildebrandt Brom, stadsklepperaar, verliefd op Brechtje, de huishoudster van de burgemeester.
Op de KRO-televisie was hij te zien in het maandelijks amusementsprogramma Mik, een liedjesprogramma vanuit een tot boerderij omgetoverde tv-studio. Vaste medewerkers waren de Boertjes van Buuten met Kees Schilperoort (Gait-Jan Kruutmoes) en Anny Palmen (Drika) en Ab Hofstee in de rol van Boer Voorthuuzen. 
Ook speelde hij een rol in de AVRO-televisieserie Hollands Glorie (1977) en in de speelfilm Pinkeltje (1978). Hofstee maakte in de vroege jaren 60 ook platen onder het pseudoniem Jukebox Johnny. Na een leven lang gewerkt te hebben in het schnabbelcircuit, op toneel, radio en televisie, overlijdt hij in 1985 op 66-jarige leeftijd. 